# Нумия Албина
Нумия Албина (на латински: Nummia Albina) е знатна римлянка от род Нумии в Древен Рим.

## Биография
Дъщеря е на Марк Нумий Сенецио Албин (суфектконсул през 256 г., praefectus urbi на Рим 261 – 263 г. и консул 263 г.). Внучка е на Марк Нумий Сенецио Албин (консул 227 г.) от Беневенто в Южна Италия и правнучка на Марк Нумий Сенецио Албин (консул 206 г.) и праправнучка на Нумий Албин, който е вероятно половин брат на Дидий Юлиан (император 193 г.).
Омъжва се за Гай Цейоний Руфий Волузиан, който e преториански префект (309/310 г.), praefectus urbi на Рим (310 – 311 г. и 313 – 315 г.) и консул (311 г. и 314 г.).
Двамата имат син Цейоний Руфий Албин (консул 335 г.), който се жени за Лампадия (* 295 г.) и е баща на Гай Цейоний Руфий Волузиан Лампадий, praefectus urbi на Рим през 365 г.